# دانشکده علوم زمین دانشگاه شهید بهشتی
دانشکده علوم زمین دانشگاه شهید بهشتی، یکی از ۱۵ دانشکده این دانشگاه است که در سال ۱۳۵۵ تأسیس شده‌است. در این دانشکده هم‌اکنون رشته‌های مختلفی در زمینه‌های مختلف علوم زمین در مقاطع مختلف وجود دارد .

## تاریخچه
دانشکده در سال ۱۹۷۵، تأسیس شد و با رشته‌های تدریس در سطح کارشناسی و کارشناسی ارشد آغاز به کار کرد . دانشکده طی ۱۴ سال گذشته به سرعت رشد یافت و هم‌اکنون رشته‌های مختلفی در سطح کارشناسی ارشد و دکترا وجود دارد . در سال ۱۹۷۷ رشته زمین‌شناسی و کانی‌شناسی پایه‌گذاری شد . سپس در سال ۱۹۷۸ متوقف شد . تحصیلات تکمیلی در سال ۱۹۸۷، پنج رشته سنگ‌شناسی، خاک‌شناسی و زیست‌شناسی کهن (دوران قدیم)، علوم زمین‌ساختی ( ساختمان‌شناسی)، رسوب‌شناسی، سنگ‌شناسی رسوبی و زمین‌شناسی اقتصادی راه‌اندازی شدند. از سال ۱۹۹۶ رشته دیگر آب‌شناسی (گرایش رشته زمین‌شناسی) به دوره‌های تحصیلی اضافه شده‌است.
رشته‌های دکترا در سال ۱۹۹۳ افتتاح شدند و شامل رشته‌های چینه‌شناسی و زیست‌شناسی دوران کهن، علوم زمین‌ساختی (ساختمان‌شناسی)، زمین‌شناسی اقتصادی و سنگ‌شناسی می‌باشند .
رشته جغرافیا در سال ۱۹۷۶ از دانشکده ادبیات و علوم انسانی به دانشکده علوم زمین منتقل شد . تا سال ۱۹۸۵ رشته‌های تدریس در مطالعات محیطی و ژئومورفولوژی (علمی که دربارهٔ برجستگی‌های سطح زمین و علل پیدایش آن‌ها بحث می‌کند) وجود داشتند اما رشته جغرافیا اکنون پیشرفت یافته‌است تا رشته‌های مختلفی را در زمینه طراحی شهری و روستایی و هواشناسی در برگیرد.
در سال ۲۰۰۶, گرایش ارشد جغرافیای سیاسی نیز اضافه گردید.

## رشته‌ها و گرایش‌ها
این دانشکده در مقاطع کارشناسی، کارشناسی ارشد و دکتری، در رشته‌های زیر دانشجو می‌پذیرد :

### کارشناسی
- علوم زمین
- جغرافیای طبیعی
- جغرافیای انسانی
- زمین‌شناسی

### کارشناسی ارشد
- زمین شناسی نفت
- جغرافیای انسانی
- جغرافیای طبیعی
- جغرافیا برنامه‌ریزی روستایی
- جغرافیا برنامه‌ریزی شهری
- جغرافیای سیاسی
- زمین‌شناسی اقتصادی
- زمین‌شناسی- پترولوژی
- زمین‌شناسی
- زمین‌شناسی-آب‌شناسی
- زمین‌شناسی- تکتونیک
- زمین‌شناسی- رسوب‌شناسی
- زمین‌شناسی- چینه‌شناسی
- فسیل‌شناسی - سنجش از دور
- سیستم اطلاعات جغرافیایی

### دکتری
- جغرافیای انسانی
- جغرافیا و برنامه‌ریزی روستایی
- جغرافیا و برنامه‌ریزی شهری
- زمین‌شناسی اقتصادی
- زمین‌شناسی چینه و فسیل‌شناسی
- جغرافیای طبیعی (ژئومورفولوژی - اقلیم‌شناسی)
- زمین شناسی- پترولوژی
- زمین شناسی- تکتونیک
- زمین شناسی- رسوب و سنگ‌شناسی رسوبی
- زمین شناسی- آب‌شناسی